# Cyperus antillanus
Cyperus antillanus là một loài thực vật có hoa trong họ Cói. Loài này được (Kük.) O'Neill mô tả khoa học đầu tiên năm 1946.